# 람보르기니 쿤타치 LPI 800-4
람보르기니 쿤타치 LPI 800-4(영어: Lamborghini Countach LPI 800-4)는 람보르기니에서 제작한 고급 슈퍼카이다.